# Hans Gruhne
Hans Gruhne (ur. 5 sierpnia 1988 w Berlinie) – niemiecki wioślarz, wicemistrz świata, reprezentant Niemiec w wioślarskiej czwórce podwójnej podczas Letnich Igrzysk Olimpijskich w Pekinie. Złoty medalista olimpijski z Rio de Janeiro.

## Osiągnięcia
- Mistrzostwa Świata – Monachium 2007 – czwórka podwójna – 3. miejsce[1].
- Igrzyska Olimpijskie – Pekin 2008 – czwórka podwójna – 6. miejsce[1].
- Mistrzostwa Europy – Montemor-o-Velho 2010 – czwórka podwójna – 4. miejsce[1].
- Mistrzostwa Świata – Bled 2011 – dwójka podwójna – 2. miejsce[1].